# Nuraghe Tranesu
Il nuraghe Tranesu  è ubicato su un altopiano che domina la grande vallata denominata Bonifica Paule in territorio di Siligo.

## Descrizione
Si tratta di un nuraghe monotorre. La torre circolare (dia. m. 13,20 e m. 11,70 allo svettamento), costituito da massi basaltici di grandi dimensioni, accuratamente sbozzati nella facciata esterna mentre quello interno è interrato.
Al momento, non essendo il nuraghe stato indagato, non si può individuare la posizione dell'ingresso che, molto probabilmente è interrato, ne si può accedere dalla parte superiore in quanto la copertura della camera a tholos è integra.